# Station Legionowo Przystanek
Station Legionowo Przystanek is een spoorwegstation in de Poolse plaats Legionowo.